# Mali galeb
Mali galeb (lat. Hydrocoloeus minutus; sin. Larus minutus) je vrsta ptica iz porodice galeba.
Živi u sjevernoj Europi i Aziji, postoje i male kolonije u dijelovima južne Kanade. Mali galeb je selica, zimuje na obalama zapadne Europe, Sredozemlja i (u manjoj mjeri) na sjeveroistoku SAD-a.  Kao i većina galebova, tradicionalno je smještena u rod Larus. Jedini je član roda Hydrocoloeus, iako se predlaže da i Ružičasti galeb bude uključen u ovaj rod.
Ova vrsta galeba obitava na slatkovodnim močvarama, gdje savija gnijezdo na tlu među zelenilom. U gnijezdo polaže 2 do 6 jaja.
Najmanja su vrsta galeba duljine od 25 do 30 cm, raspona krila od 61 do 78 cm, te težine od 68 do 162 grama. Ima svijetlo sivo perje oplemenjeno crnom kapuljačom, pod krilima je tamne boje i često ružičaste na prsima. Glava je zimi bijela osim tamnije kape i oka. Ima tanke noge crne i tamno crvene boje. Leti zaobljenim krilima nalik na let čigre.
Mlade ptice imaju crne oznake na glavi i gornjim dijelovima i "W" uzorak preko krila. Trebaju tri godine da dostignu spolnu zrelost.
Ove galebovi prikupljaju hranu s površine vode, a također će uhvatiti insekata u zraku poput crne čigre.